# Pánszlávizmus

Szlávok Európában

Pánszláv zászló

A pánszlávizmus egy politikai, társadalmi és tudományos-kulturális mozgalom amelynek célja a szláv népek politikai, társadalmi és kulturális egységének megteremtése, erősítése.
Rokonságot mutat a nacionalizmussal, de politikailag az önálló nemzetállam kívánalma nélkül egy közös szláv állam megteremtése a célja. Középpontjában a Balkán állt, ahol sok szláv élt a két nagyhatalom, az Oszmán Birodalom és az Osztrák–Magyar Monarchia uralma alatt. A pánszlávizmus gondolatát először Vinko Pribojević horvát történész és ideológus vetette föl a 16. század elején, majd az ő gondolatát vitte tovább a szintén horvát származású Juraj Križanić a 17. század derekán.

## Első Pánszláv Konferencia
Az Első Pánszláv Konferenciát az 1848-ban az Osztrák Birodalmon végigsöprő forradalmi hullám hatására hívták össze Prágába. A Konferencián elsősorban csehek vettek részt de érkeztek küldöttek a monarchia többi szláv nemzetisége (horvátok, szerbek, szlovákok stb.) részéről, és  az akkor Habsburg uralom alatt lévő lengyel területekről.  A Konferencia kezdeményezője és első szónoka František Palacký volt. Az elsődleges cél a szláv népek monarchián belüli autonómiájának megteremtése volt. Az elsődleges ellenség a Habsburg ház és a németek voltak de a konferencián a magyarság is komoly kritikát kapott.
Mindazok nevében akik közülünk Magyarországon élnek mi szövetséget ajánlunk a magyaroknak a mi fajtánk veszett ellenségeinek, azoknak, akik alig 4 milliónyin veszik a bátorságot hogy saját igájukba hajtsanak több mint 8 millió szlávot.
A konferenciára Párizsból Prágába érkezett Bakunyin orosz hivatásos forradalmár, aki aktívan részt vett a konferencia kiáltványának megfogalmazásában. Ez az eredetileg megfogalmazott célokon túllépve egy Szláv föderatív állam létrehozásának gondolatát is megfogalmazta. 
Végül egy kompromisszumos kiáltványt fogadott el a Konferencia. Ezt František Palacký fogalmazta meg.
Ez a kiáltvány nagyon határozottan elítéli Magyarországot mint a szláv népek elsőszámú ellenségét
Követeljük a magyar minisztériumtól, hogy teljes mértékben hagyjon fel azokkal az embertelen , erőszakos eszközökkel amelyeket felhasznál Magyarország szláv nyelvű népei ellen, a szerbek, a horvátok, a szlovákok és a ruszinok ellen és amilyen gyorsan csak lehet teljes mértékben biztosítsa számukra nemzetiségi jogaikat.
A radikális eszméket megfogalmazó, elsősorban Bakunyin által képviselt vonal, nem ítéli el ilyen mértékben a magyarokat, sőt a Habsburg ház ellenében még bizonyos mértékű együttműködést is elképzelhetőnek tart. Viszont külön kiáltványban fogalmazza meg egy Pánszláv föderáció létrehozásának igényét.
A szláv népek szoros testvéri szövetséget kell hogy kössenek egy hatalmas szövetségi test létrehozására. Ennek sikerében nem lehet kételkedni ha mi kitartunk e mellett a végsőkig mert az igazságosság és az emberiesség a mi oldalunkon áll ellenségeink oldalán pedig semmi csak az igazságtalanság és a barbarizmus.

A szlávoknak lánggá kell válniuk, hogy csudákat tegyenek. Agitáljatok a szláv tömegek között megalkuvás és kételyek nélkül! Gyújtsatok bennük szent tüzet. Legyetek az ébredő szlávság apostolai! Egyesüljetek Ausztria szlávjai! Egyesüljetek mind együtt és hozzatok létre szent védő és támadó szövetséget, szövetséget az osztrák iga alóli felszabadulásra! Szövetséget egy minden szláv népet egységbe foglaló föderáció létrehozására.
Részben a pesti márciusi forradalom hatására, a Pánszláv Konferencia által feltüzelt prágai ifjúság kezdeményezésére Június 11-én kitört a prágai forradalom, a konferencia által feltüzelt cseh fiatalok összetűzésbe kerültek a helyi rendőrséggel.
A felkelést, Habsburg ellenes zavargást hat napra rá, június 17-én Alfred Windisch-Grätz herceg rövid úton leverte.
A fentiek ismeretében érthető, hogy a Monarchiában a pánszlávizmus: politikai céljánál fogva az eszme megvalósítására közvetlenül irányzott cselekmény felségsértés (btkv 127. §), s az eszme mellett való nyilvános izgatás is büntetendő volt.
A 19. század végén a Pallas nagy lexikona a következőképpen jellemzi: A pánszlávizmus egy 19. századi mozgalom, melynek célja a szláv népek, jelesül az oroszoknak, ruténeknek, cseheknek, vendeknek, szlovákoknak, horvátoknak, szlovéneknek, szerbeknek, bosnyákoknak, bolgároknak stb. orosz főnökség alatt való egyesülését tűzte ki céljául, «hogy az összes szláv folyamok orosz tengerbe folyjanak». Valójában a pánszlávizmus a történelem során leginkább szemben állt a hivatalos orosz/szovjet állami politikával.

## Szerepe a 20. században
A 20. század elején 1906-ban Prágában, 1910-ben Szófiában tartották meg a szláv népek találkozóit a Pánszláv Konferencia szervezésében.
Az első világháború végével jelentős mértékben visszaszorul a pánszlávizmus eszméje, mivel létrejött egy délszláv állam Jugoszlávia, a nyugati szláv államnak tekinthető Csehszlovákia, és a keleti szláv népeket (is) tömörítő Szovjetunió. Lengyelország és Bulgária pedig többnyire távol tartotta magát ettől a mozgalomtól. Azonban a Pánszláv Konferencia fenn maradt.
A második világháború kitörését követően az orosz politika szláv népekkel kapcsolatos álláspontja gyökeresen megváltozott és 1941 augusztusában Moszkvában létrehozták a Pánszláv-bizottságot (Всеславянский комитет) de pánszláv bizottságok alakultak az Amerikai Egyesült Államokban, Angliában és Kanadában is. Az újra feléledt Pánszláv Konferencia 1946-ban Belgrádban tartotta a V. Pánszláv-találkozót. Azonban Jugoszlávia és a Szovjetunió viszonyának megromlását követően a Pánszláv Konferencia ismét felfüggesztette tevékenységét.
Miután a szláv államok többsége az EU és a NATO tagja lett a hivatalos állami politika számára tabu téma lett a pánszlávizmus, azonban a Pánszláv Konferencia változatlanul működik. 1998-ban az első Pánszláv Konferencia 150. évfordulóján Prágában tartották meg a VII. Plánszláv-találkozót ahol újra szervezték a Pánszláv Konferenciát. Az újonnan alakult Plánszláv Konferenciának 12 szláv ország a tagja és egy kiáltványt is elfogadtak. A VIII. pánszláv találkozóra 2001-ben Moszkvában a IX. találkozóra pedig 2005-ben Minszkben került sor.

## Pánszlávizmus a 21. században
A harmadik pánszláv „nemzetgyűlésre” („собор”) 2009. április 4. és április 25. között került sor Kijevben. A „nemzetgyűlésnek” nyilatkozatban kívánt sikereket az orosz és a belorusz elnök, és Kirill moszkvai pátriárka Isten segítségét kérve munkájához megszentelte azt. A hivatalos ukrán szervek távol tartották magukat a „nemzetgyűléstől”.
Szintén 2009-ben október 3-án Prágában tartották az első cseh-morva pánszláv kongresszust, a Cseh-morva Szláv szövetség rendezésében. A kongresszus keretében megrendezésre került egy A szláv mozgalom Csehországban és a világon című kiállítás amely a pánszláv eszmék kulturális és történelmi fejlődését mutatta be Európában. A kongresszuson Bulgária, Lengyelország és Ukrajna szláv szervezeteinek képviselői is részt vettek, tudósok, pravoszláv szerzetesek, történészek és néprajzkutatók.